# سرنجة
السَّرَنْجَة أو فِيلادِلْفُس أو شجرة الياسمين (الاسم العلمي Philadelphus)، جنس شجيرات برية وتزيينية من فصيلة الهدرانجية (القلبيات). أنواعها عديدة سوقها فرعاء. فروعها متقابلة. أوراقها عابلة، معنقة، متقابلة، بيضية النصل المسنن الحافة. ازهارها كبيرة القد، جميلة الشكل، مختلفة التجميع، أفقية البتلات المنبسطة، كثيرة الاسدية، بيضاء اللون. بعضها فواح العرف المشبع المثمل الضار.

## الأنواع
من أنواعها:
- سرنجة شائعة
- سرنجة زباء
- سرنجة كبيرة الزهر
- سرنجة صغيرة الورق
- سرنجة عادمة العرف
- سرنجة مكسيكية